# PROCA1
PROCA1 (англ. Protein interacting with cyclin A1) – білок, який кодується однойменним геном, розташованим у людей на 17-й хромосомі. Довжина поліпептидного ланцюга білка становить 364 амінокислот, а молекулярна маса — 40 522.
| 10         |  | 20         |  | 30         |  | 40         |  | 50         |
| ---------- |  | ---------- |  | ---------- |  | ---------- |  | ---------- |
| MWVRTTLTIE |  | RWTKEKTEPK |  | ARSWDESLSD |  | VNRLPSWERG |  | HLLAGVASST |
| DVSTFSEGGD |  | CKEPDKCCWR |  | HKQCTGHIIY |  | PFASDCVRHS |  | LHLHSVNHCN |
| CNSRLKDSSE |  | DSSSSRGAGP |  | TCSHVIESPC |  | FELTPEEEHV |  | ERFRYGWCKS |
| YRPVSVAVIH |  | HPLYHECGAD |  | DLNEEEEEEE |  | EESKPPIPTQ |  | VGPATASPDL |
| GTSMATGTPD |  | STAPITIWRS |  | ESPTGKGQGS |  | KVIKKVKKKK |  | EKEKDKEEMD |
| EKAKLKKKAK |  | KGQLTKKKSP |  | VKLEPSPPDV |  | SRSLSARQLA |  | RMSESSPESR |
| EELESEDSYN |  | GRGQGELSSE |  | DIVESSSPRK |  | RENTVQAKKT |  | GAKPSQARKV |
| NKRKSPPGSN |  | PNLS       |  |            |  |            |  |            |

A: Аланін

C: Цистеїн

D: Аспарагінова кислота

E: Глутамінова кислота

F: Фенілаланін

G: Гліцин

H: Гістидин

I: Ізолейцин

K: Лізин

L: Лейцин

M: Метіонін

N: Аспарагін

P: Пролін

Q: Глутамін

R: Аргінін

S: Серин

T: Треонін

V: Валін

W: Триптофан

Кодований геном білок за функцією належить до фосфопротеїнів. 
Задіяний у такому біологічному процесі, як альтернативний сплайсинг. 